# Hinterland
Hinterland ist ein Begriff aus der Humangeographie in verschiedenen Kontexten. Der deutsche Begriff wurde als L'hinterland ins Französische, als El hinterland ins Spanische, als hinterlândia ins Portugiesische und 1888 als The hinterland auch ins Englische übernommen.

## Humangeographie
In der Humangeographie bzw. politischen Geografie handelt es sich um ein ländliches Gebiet, das größeren Städten oder Einzugsgebieten nachgelagert ist und nur von wenigen Einwohnern bewohnt wird. Meist ist das Hinterland durch eine reduzierte Infrastruktur gekennzeichnet. Beispiele dafür sind: Hessisches Hinterland / Hinterlandkreis, Hinterlandbahn (Thüringen), Bezirk Hinterland (Appenzell, Schweiz), Bezirk Willisau (Luzerner Hinterland, Schweiz) und Glarner Hinterland (Schweiz). Matsuo Bashō verwendete den Begriff um 1700 in seiner Reiseschilderung Oku no Hosomichi aus der Provinz Mutsu.

## Politische Geografie

### Historischer Ursprung
In der Politischen Geografie stammt der Begriff aus dem früheren internationalen Kolonialrecht, einem Teil des Völkerrechts des 19. und frühen 20. Jahrhunderts, wo damit der Teil des Landes gemeint war, in dem die Staatsgewalt bereits Zugriff hat, ohne aber rechtmäßig bereits unterworfen zu sein. Dies war meist das Landesinnere hinter den zunächst eroberten oder angekauften Küstenstreifen. In der Ära des Entdeckungszeitalters im 15. und 16. Jahrhundert wurde aus der Inbesitznahme eines Punktes der Küste die Okkupation des ganzen Kontinents oder der gesamten Insel gefolgert. Das Völkerrecht wurde in der Folge soweit entwickelt, dass nur dort von Gebietshoheit sprechen konnte, wo tatsächliche staatliche Autorität ausgeübt wurde, z. B. durch Anlage von Stationen. Das Hinterland konnte darüber hinaus nur dort als Kolonialgebiet in Betracht kommen, wo es sich um staatenloses Gebiet oder die im Imperialzeitalter übliche Interessensphäre handelte.

### Zeitgenössische Verwendung
Der deutschsprachige Begriff „Hinterland“ hat sich auch in Oberitalien etabliert; so wird z. B. die ländliche Umgebung des Großraums Mailand auch im Italienischen mit „Hinterland“ bezeichnet. In Australien steht es für Gebiete, die in einem größeren Abstand von der Küste liegen, im Gegensatz zu den riesigen Flächen im Landesinneren, die als Outback bezeichnet werden. Bezogen auf die Vereinigten Staaten (USA) handelt es sich beim Hinterland mitunter um ein negativ konnotiertes Synonym des Heartlands. Phil A. Neel bezeichnet das Hinterland als Ort der „Erfüllungszentren“ (fulfilment centres), in denen kaum öffentlich wahrgenommene Gruppen die Konsumgüter eines privilegierteren Bürgertums herstellen. Im Zuge dessen wurde der Hinterland-Begriff wiederkehrend politisch aufgeladen und dessen Marginalisierung zum Mythos stilisiert. Beispielhaft sei das ungarische Hátország als Heimat „echt ungarischer“ Werte genannt. Cornelius Pollmer verwendet den abgewandelten Begriff Randland, gelegentlich findet sich eine semantische Überschneidung mit Dunkeldeutschland (abwertender Begriff für Ostdeutschland seit 1990).
Da sich das Hinterland oftmals aufgrund seiner Strukturschwäche „als wichtiger, viel zu oft vernachlässigter Aktionsraum, in dem die extreme Rechte ihre Refugien finde, […] und wo sich rechtsextreme Gewalt konzentriere“ darstellt, was sich beispielsweise in national befreiten Zonen und No-go-Areas äußerte, prägten antifaschistische Gruppen und soziale Bewegungen den Ausspruch „Es gibt kein ruhiges Hinterland“, was zum steten Engagement anregen und der Romantisierung entgegenwirken soll.

## Verkehrsgeografie
In der Verkehrsgeografie handelt es sich um das kontinentale Einzugsgebiet eines Handelshafens. Für die Logistik ist die Verbindungsqualität eines Handelshafens mit seinem Hinterland ein wesentlicher Indikator für die Leistungsfähigkeit desselben. So sind die nordeuropäischen und adriatischen Häfen an leistungsfähigen Hinterlandverbindungen (v. a. Bahnstrecken und Autobahnen) interessiert, um die im Hafen umgeschlagenen Güter in größtmöglicher Effizienz weiterzutransportieren.
Durch verschiedene TEN-Verkehrsinfrastrukturprojekte wird daher in den Ausbau dieser Verbindungen investiert, so z. B.
- im Bereich des Niederrheins: die Betuweroute und die Bahnstrecke Eiserner Rhein
- für die norddeutschen Häfen: die Y-Trasse
- für die nordadriatischen Häfen: die Bahnstrecke Koper–/Trieste–Divača–Ljubljana und die Pontebbana-Bahnstrecke (Venedig/Triest–)Udine–Villach sowie nicht zuletzt die Brennerbahn

Auch die englische, französische, italienische und die spanische Sprache verwenden die Begriffe „the hinterland“ (hinter einem Handelshafen), „le hinterland“ und „el hinterland“ ohne eigene Entsprechungen.

## Militärgeografie
In der Militärgeografie bezeichnet Hinterland das hinter einer Kriegsfront gelegene Gebiet (d. h. die Etappe). Im weiteren Sinne galt der Begriff propagandistisch der Bevölkerung des einen Krieg initiierenden Staatsgebildes, von der sich moralische und materielle Unterstützung versprochen wurde (siehe auch Heimatfront).
Die Einheit von Front und Hinterland (Единство фронта и тыла) war eine sowjetische Doktrin während des Zweiten Weltkrieges, die das Zusammenwirken von Armee, Zivilbevölkerung und heimischer Industrie beschwor. Ebenso war die Dritte Front (三线建设) Mao Zedongs ein umfassendes Infrastrukturprogramm zur industriellen Erschließung des Hinterlands, das aus der Furcht vor Invasionen hervorging.